# Ephesia praegnax
Ephesia praegnax är en fjärilsart som beskrevs av John Henry Leech 1900. Ephesia praegnax ingår i släktet Ephesia och familjen nattflyn. Inga underarter finns listade i Catalogue of Life.